# Forno Gill
Il forno Gill (così chiamato dal nome del suo inventore, l'ingegnere Roberto Gill, nativo di Marsala) è un sistema di separazione dello zolfo dal minerale greggio a forno di fusione di concezione più evoluta del calcarone di cui costituisce il perfezionamento; è costituito da una serie di unità, pressoché uguali, poste in batteria.
Il sistema dei forni Gill, così chiamati dal nome del suo ideatore, venne introdotto a partire dal 1880 in Sicilia nelle miniere Gibellini e Racalmuto, di Cabernardi, in Provincia di Ancona, di Trabia in Provincia di Caltanissetta. Tale sistema parte dal principio del riutilizzo del calore prodotto dal primo calcarone convogliato ed utilizzato per la fusione del quantitativo ulteriore. Essenzialmente è costituito da due o più celle adiacenti poste in comunicazione tramite un condotto orizzontale posto in alto e sbarrato da una saracinesca tra cella e cella. la fine di questo è una canna fumaria.
La carica del minerale avviene dall'alto della copertura a calotta. Il pavimento delle camere a piano inclinato è simile a quello dei calcaroni e termina in basso con le aperture di prelievo del materiale in fusione. Una volta accesa la prima cella (cella motrice) il calore di questa, che raggiunge oltre 200 gradi, convogliato nella seconda è sufficiente a provocare la fusione del carico di questa e così via per le varie unità poste in batteria.
Il ritrovato, denominato metodo migliorato per la fusione dello zolfo per estrarlo dai suoi minerali, era stato brevettato dal suo inventore che ne aveva ottenuta concessione con attestato n. 874 del 22 ottobre del 1872. Il 13 novembre del 1876 era stato poi ceduto, insieme ai suoi diritti di uso, alla English sulphur fusion company limited di Londra con atto pubblico rogato dal notaio londinese  William Grain, registrato a Torino il 28 novembre con il n. 17571 e pubblicato sulla Gazzetta Ufficiale del regno d'Italia, n. 124, del 28 maggio 1877 a p. 2117.
Nonostante il miglior rendimento la diffusione del forno Gill fu inferiore a quella dei sistemi precedenti.